# Cantón de Roanne-Norte
El cantón de Roanne-Norte era una división administrativa francesa, que estaba situada en el departamento de Loira y la región de Ródano-Alpes.

## Composición
El cantón estaba formado por cuatro comunas:
- Briennon
- La Bénisson-Dieu
- Mably
- Roanne (fracción)

## Supresión del cantón de Roanne-Norte
En aplicación del Decreto n.º 2014-260 de 26 de febrero de 2014, el cantón de Roanne-Norte fue suprimido el 22 de marzo de 2015 y sus 4 comunas pasaron a formar parte; dos del nuevo cantón de Charlieu y dos del nuevo cantón de Roanne-1.